# PGC 1809197
LEDA/PGC 1809197 ist eine Zwerggalaxie im Sternbild Zwillinge auf der Ekliptik, die schätzungsweise 629 Millionen Lichtjahre von der Milchstraße entfernt ist. Im selben Himmelsareal befindet sich u. a. die Galaxie IC 2217.